# Čestmír Jeřábek

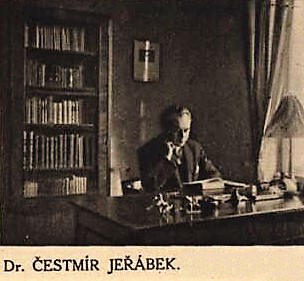
Čestmír Jeřábek, 1928

Čestmír Jeřábek (* 18. August 1893 in Litomyšl; † 15. Oktober 1981 in Brno) war tschechischer Schriftsteller, Dramaturg und Literaturkritiker.
Čestmír Jeřábek besuchte das Gymnasium in Litomyšl und Brno und absolvierte anschließend das Studium des Rechts in Prag und Innsbruck. Ende des Ersten Weltkrieges diente er in der österreichischen Armee in Italien. Von 1919 bis 1949 arbeitete er als Angestellter in der Stadtverwaltung in Brno. 1921 war er einer der Mitbegründer der literarischen Gruppe (Literární skupina), einer Vereinigung junger, mährischer Autoren und redigierte die Zeitschrift Gast (Host). Von 1945 bis 1948 wählte man ihn zum Vorsitzenden der Vereinigung mährischer Schriftsteller (Sdružení moravských spisovatelů). Er schrieb für viele Zeitungen und Zeitschriften, unter anderem Die Glocke (Zvon), Der Weg (Cesta), Tribuna, Der Gast (Host), Volkszeitung (Lidové noviny), Mährische Zeitung (Moravské noviny), Gleichheit (Rovnost), Literarische Zeitung (Literární noviny) und Schöpfung (Tvorba).
Jeřábek Werke gehören zum tschechischen Dadaismus. Zu Beginn ist er vom Expressionismus beeinflusst, danach schrieb er historische und psychologische Romane.

## Werke
- Zasklený člověk
- Legenda ztraceného věku
- Sága našeho rodu
- Lidumil na kříži
- Firma prorokova
- Svět hoří
- Světlo na přídi
- Život a sen
- Jitro se zpěvem
- V zajetí Antikristově
- Zelená ratolest
- V paměti a srdci
- Cizinec na ostrově. Jeden rok ze života Franze Kafky (Brno: Atlantis1996. Novelle aus Jeřábeks literarischem Nachlass)
- Evropské meziaktí